# 東竹沢村
東竹沢村（ひがしたけざわむら）は、かつて新潟県古志郡にあった村。

## 沿革
- 1889年（明治22年）4月1日 - 町村制施行に伴い古志郡東竹沢村が村制施行し、東竹沢村が発足。
- 1956年（昭和31年）
  - 3月31日 - 古志郡種苧原村、太田村、竹沢村と合併し、山古志村となり消滅。
  - 10月1日 - 旧村域の大字東竹沢の一部が山古志村から分離し、北魚沼郡広神村に編入。